# گلید (جغرافیا)

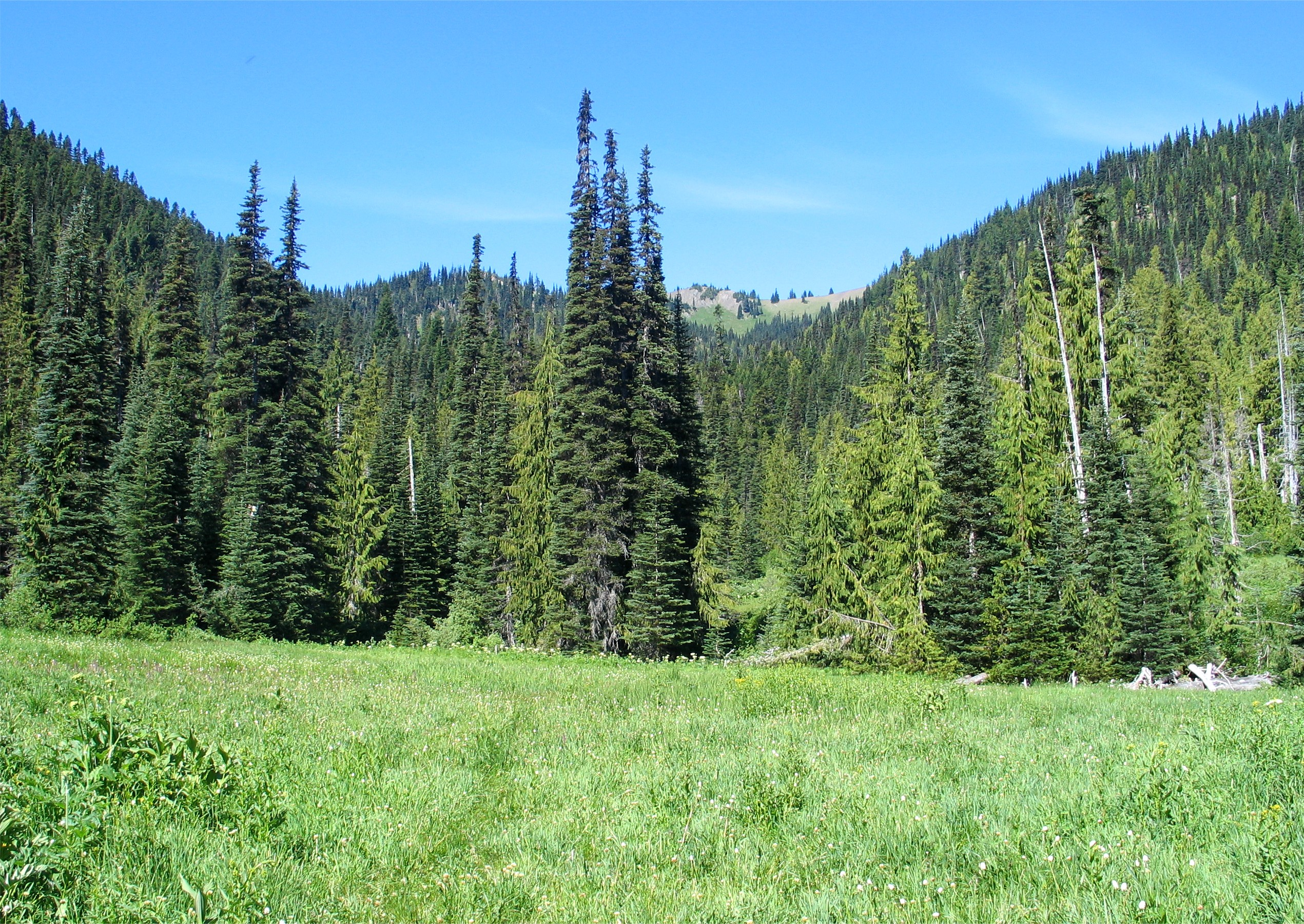
بیشه‌ای در جنگلی کوهستانی در کوه‌های المپیک

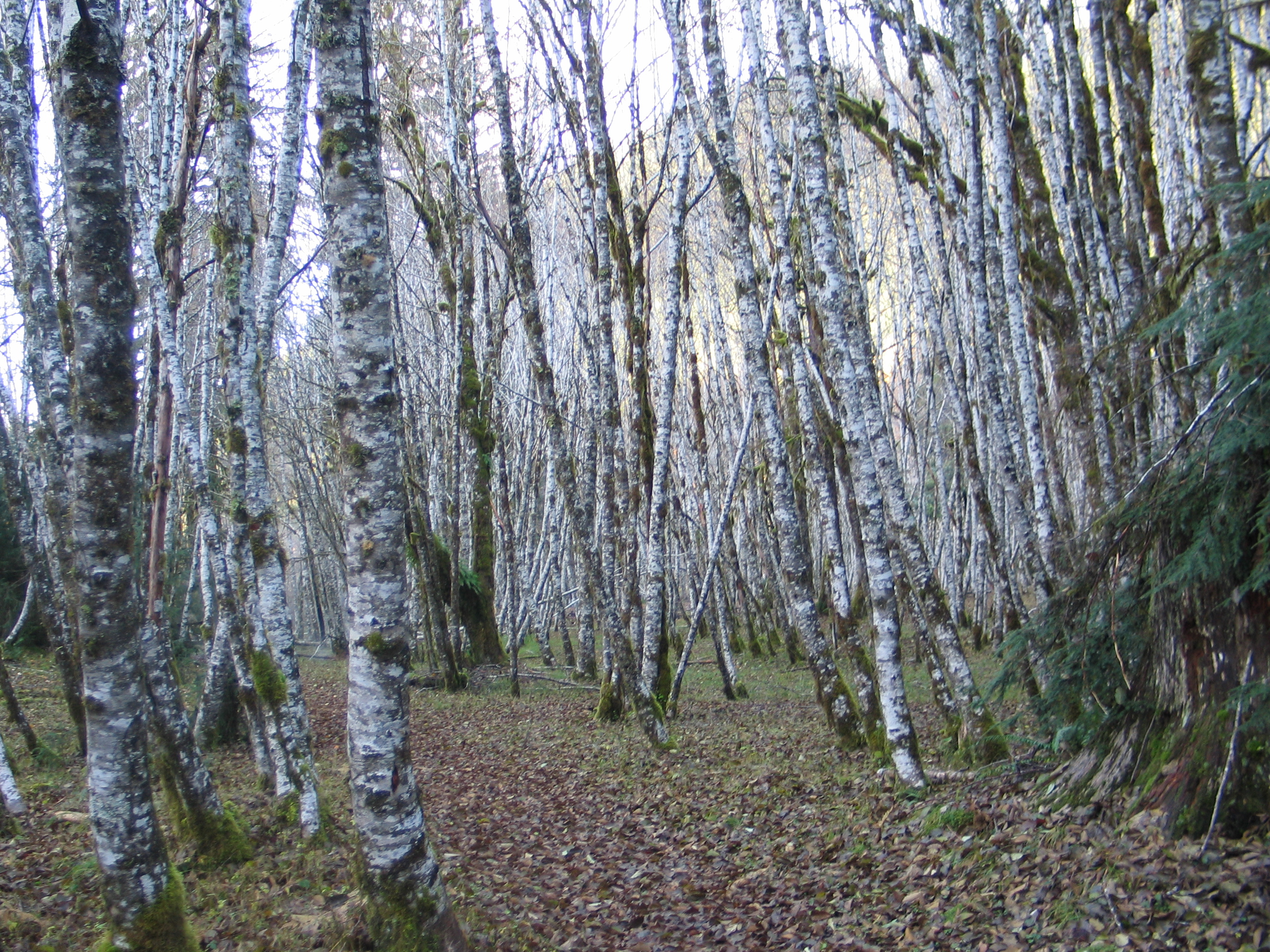
بیشه‌ای از توسکا در امتداد رودخانه الوها

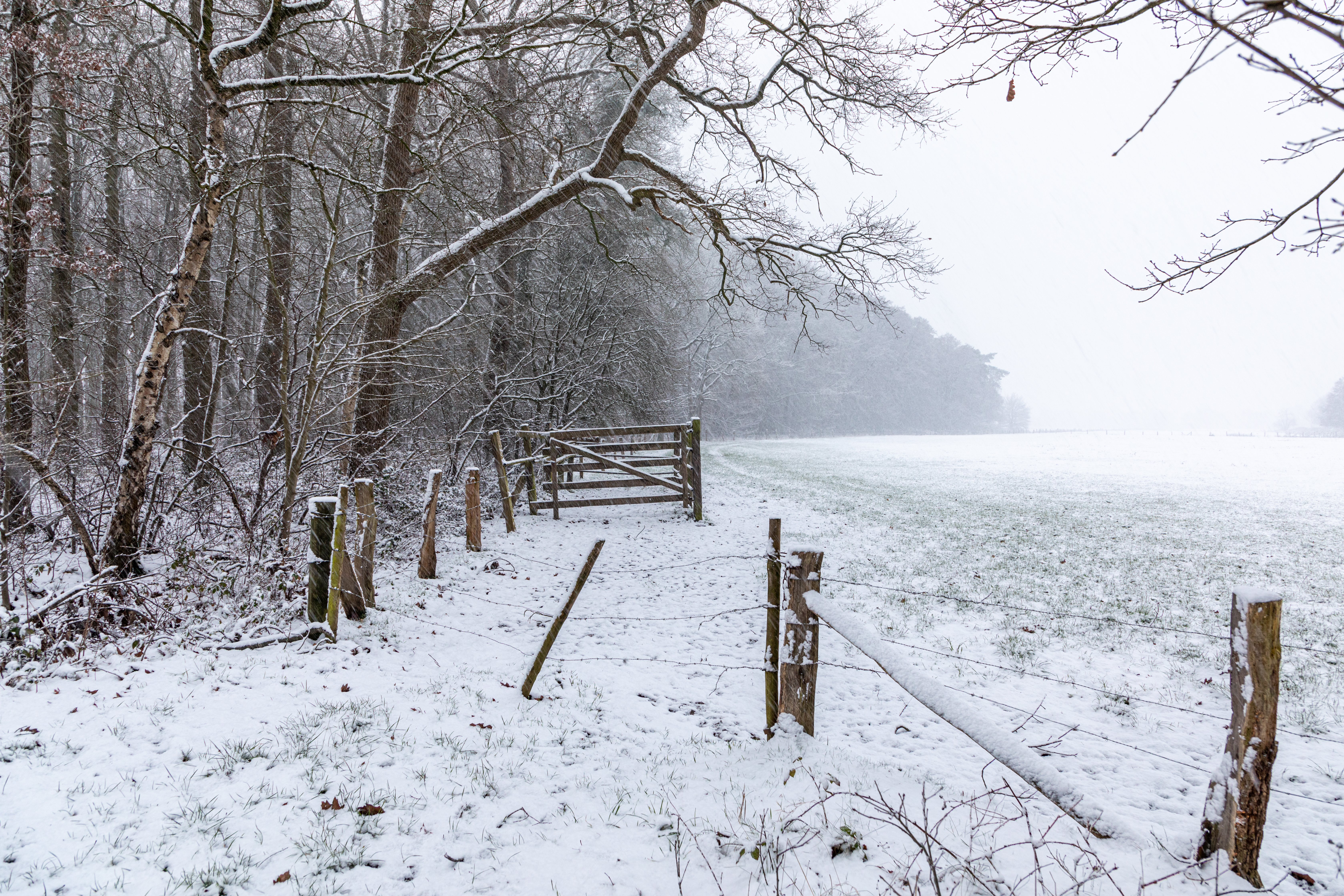
پاکسازی مصنوعی در دهکده Börnste, Kirchspiel، Dülmen، نوردراین-وستفالن، آلمان

در کلی‌ترین مفهوم، بیشه یا فضای باز، منطقه‌ای باز در داخل جنگل است.در مناطق غربی آمریکای شمالی، اصطلاح بیشه‌زار یا گِلِید معمولاً به فضاهایی باز و پوشیده از چمن گفته می‌شود که در زیر سایه‌سار درختان خزان‌پذیری مانند توسکای قرمز یا صنوبر لرزان (quaking aspen) قرار دارند. این گونه مناظر طبیعی، اغلب به‌عنوان نوعی عرصهٔ باز در دل جنگل تعریف می‌شوند.
در بسیاری از موارد، گِلِیدها در نتیجهٔ شرایط خاص محیطی پدید می‌آیند؛ برای مثال، وقوع بهمن، فقر مواد معدنی و آلی در خاک، یا خسارات ناشی از آتش‌سوزی‌های جنگلی، می‌تواند باعث ایجاد شکاف‌هایی نیمه‌دائمی در پوشش جنگل شود که به پیدایش این فضاهای باز منجر می‌گردد.
از دیدگاه بوم‌شناسی، گِلِیدها نقش بسیار مهمی در زنجیرهٔ غذایی و چرخهٔ حیات گونه‌های گیاه‌خوار جنگلی ایفا می‌کنند. حیواناتی نظیر گوزن و اِلک (گوزن شمالی) اغلب از این زیستگاه‌های نیمه‌باز برای چرا (تأمین غذا) و نیز ساخت لانه و پناهگاه بهره می‌برند.
در برخی موارد، واژهٔ گِلِید در معنایی گسترده‌تر و غیررسمی‌تر نیز به‌کار می‌رود. به‌عنوان نمونه، در تالاب‌های بی‌درخت اِوِرگِلِیدز در ایالت فلوریدای آمریکا، این اصطلاح برای توصیف فضاهای باز و مرطوبی استفاده می‌شود که علی‌رغم نداشتن درخت، همچنان بخشی از ساختار اکولوژیکی منطقه به‌شمار می‌آیند. این نواحی با پوشش گیاهی ویژهٔ تالابی، تنوع زیستی غنی، و نقش حیاتی در تنظیم منابع آب زیرزمینی و جذب سیلاب‌ها شناخته می‌شوند.
در بخش‌های مرکزی ایالات متحده، گِلِیدهای آهکی (calcareous glades) به‌عنوان زیستگاه‌هایی با خاک کم‌عمق، سنگلاخی و ویژگی‌هایی شبیه به دشت‌های باز شناخته می‌شوند. این مناطق اغلب بر روی بسترهایی از سنگ آهک شکل می‌گیرند و به‌واسطهٔ شرایط خاکی فقیر و زهکشی سریع، امکان رشد تنها گونه‌هایی خاص و مقاوم از گیاهان در آن‌ها وجود دارد.
از نظر بوم‌شناسی، این نوع گلیدها خانهٔ بسیاری از گیاهان و جانورانی هستند که به شرایط خشک، گرم و کم‌منبع سازگار شده‌اند. برخی از این گونه‌ها بومی و منحصربه‌فرد همین زیستگاه‌ها بوده و حفاظت از آن‌ها اهمیت بالایی برای تنوع زیستی منطقه دارد.
گِلِیدها به‌واسطهٔ داشتن جوامع گیاهی و جانوری منحصربه‌فردی شناخته می‌شوند که به‌طور خاص با شرایط سخت، خشک و اغلب فقیر از نظر مواد مغذی خاک سازگار شده‌اند. این زیستگاه‌های نیمه‌باز معمولاً دارای خاک‌های کم‌عمق، سنگی و با زهکشی سریع هستند که مانع از رشد بسیاری از گونه‌های گیاهی رایج می‌شود.
در عوض، گیاهانی که در گِلِیدها می‌رویند، اغلب از نوع مقاوم به خشکی، با سیستم‌های ریشه‌ای عمیق یا پهن، برگ‌های مومی یا باریک، و چرخهٔ رشد کوتاه‌مدت هستند. گونه‌هایی از خانواده‌های گیاهی همچون علف‌های گرمسیری، ساکولنت‌ها، و در برخی مناطق، گیاهان دارویی بومی در این محیط‌ها رشد می‌کنند.
در کنار گیاهان، جانورانی که در این فضاها زندگی می‌کنند نیز با کمبود آب و پوشش متراکم سازگار شده‌اند. حشراتی مانند پروانه‌ها، زنبورها و ملخ‌ها در میان گیاهان گلدار بومی یافت می‌شوند و پرندگانی چون سارگپه یا چکاوک‌ها از فضای باز برای تغذیه و آشیانه‌سازی بهره می‌برند.
به‌دلیل چنین ویژگی‌های منحصربه‌فردی، گِلِیدها اغلب میزبان گونه‌هایی خاص، نادر یا در معرض خطر هستند که در هیچ زیستگاه دیگری یافت نمی‌شوند، و از این رو دارای اهمیت اکولوژیکی بالایی برای مطالعات تنوع زیستی و حفاظت محیط‌زیست به‌شمار می‌آیند.